# Betlémská
Betlémská ulice na Starém Městě v Praze spojuje Smetanovo nábřeží a Betlémské náměstí. Nazvána je podle nedaleké Betlémské kaple na Betlémském náměstí postavené v letech 1391-94.
V domě číslo 4 sídlí Střední průmyslová škola strojnická, nejstarší střední průmyslová škola v České republice, založená v roce 1837.

## Historie a názvy
Ulice se trasovala postupně od středověku kolem dvorce kláštera cisterciáků s kostelem sv. Ondřeje a měla postupně různé názvy:
- původní název - ulice "Svatého Ondřeje"
- později - střední část má název "Boršov", část u Vltavy má název "Dolní Solní" podle zdejší solnice, nebo "Přívozní"
- od konce 18. století - název "Betlémská".

## Budovy, firmy a instituce
- měšťanský dům - Betlémská 1, Smetanovo nábřeží 8[3]
- U Dvou okounků - Betlémská 2, Divadelní 24[4]
- U Kuchyňků - Betlémská 3, Karoliny Světlé 27[5]
- Střední průmyslová škola strojnická, škola hlavního města Prahy čp. 287/I - Betlémská 4, původně Městská průmyslová škola strojnická z let 1888–1890, projektoval arch. Antonín Rosenberg[6]
- Rohový Koukolovský dům čp. 286a,b/I, Divadlo U Valšů - Karoliny Světlé 18, Betlémská 5, Boršov 9 [7]
- Residence Bologna - Betlémská 6, Konviktská 5[8]
- Náprstkovo muzeum asijských, afrických a amerických kultur - Betlémská 13, U Dobřenských 2, Betlémské náměstí 1[9]
- dům U Bílé růže - Betlémská 14[10]